# Ixora umbellata
Ixora umbellata là một loài thực vật có hoa trong họ Thiến thảo. Loài này được Valeton ex Koord. & Valeton mô tả khoa học đầu tiên năm 1902.